# Chorzele (gmina)
Pour les articles homonymes, voir Chorzele.
Chorzele est une gmina urbaine-rurale (gmina miejsko-wiejska) ou mixte de la powiat de Przasnysz, dans la Voïvodie de Mazovie, dans le centre-est de la Pologne.
Son siège administratif (chef-lieu) est la ville de Chorzele, qui se situe environ 26 kilomètres au nord de Przasnysz (siège de la powiat) et 115 kilomètres au nord de Varsovie (capitale de la Pologne).
La gmina couvre une superficie de 371,53 km2 pour une population de 10 117 habitants en 2006 avec une population de 2 783 habitants pour la ville de Chorzele et une population de la partie rurale de la gmina de 7 334 habitants.

## Histoire
De 1975 à 1998, la gmina est attachée administrativement à la voïvodie d'Ostrołęka.

Depuis 1999, elle fait partie de la voïvodie de Mazovie.

## Géographie
Outre la ville de Chorzele, la gmina inclut les villages et localités de :

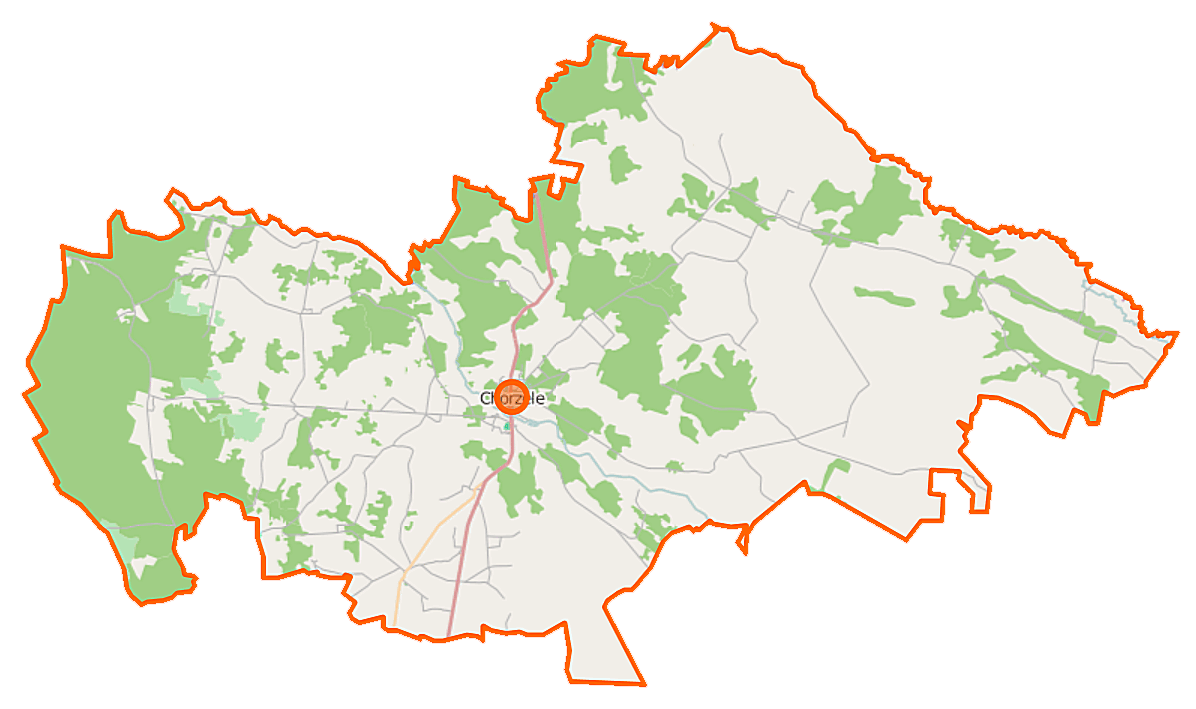
Plan de la gmina

- Aleksandrowo
- Annowo
- Bagienice
- Binduga
- Bobry
- Bogdany Małe
- Bogdany Wielkie
- Brzeski-Kołaki
- Budki
- Bugzy Płoskie
- Bugzy-Jarki
- Bugzy-Święchy
- Czaplice Wielkie
- Czaplice-Furmany
- Czaplice-Piłaty
- Czarzaste Małe
- Czarzaste Wielkie
- Dąbrowa
- Dąbrówka Ostrowska
- Duczymin
- Dzierzęga-Nadbory
- Gadomiec-Chrzczany
- Gadomiec-Miłocięta
- Gadomiec-Peronie
- Grąd Rycicki
- Jarzynny Kierz
- Jedlinka
- Krukowo
- Krzynowłoga Wielka
- Kwiatkowo
- Łaz
- Łazy
- Lipowiec
- Liwki
- Mącice
- Niskie Wielkie
- Nowa Wieś koło Duczymina
- Nowa Wieś Zarębska
- Opaleniec
- Opiłki Płoskie
- Poścień-Wieś
- Poścień-Zamion
- Pruskołęka
- Przątalina
- Przysowy
- Rapaty-Górki
- Rapaty-Sulimy
- Rapaty-Żachy
- Raszujka
- Rawki
- Rembielin
- Rycice
- Rzodkiewnica
- Ścięciel
- Skuze, Sosnówek
- Stara Wieś
- Wasiły-Zygny
- Wierzchowizna
- Wólka Zdziwójska
- Zagaty
- Zaręby
- Zdziwój Nowy
- Zdziwój Stary

### Gminy voisines
La gmina de Chorzele est voisine des gminy suivantes :
- Baranowo
- Czarnia
- Dzierzgowo
- Janowo
- Jednorożec
- Krzynowłoga Mała
- Wielbark

## Structure du terrain
D'après les données de 2002, la superficie de la commune de Chorzele est de 371,53 km2, répartis comme tel :
- terres agricoles : 54 %
- forêts : 42 %

La commune représente 30,51 % de la superficie du powiat.

## Démographie
Données du 30 juin 2004 :
| Description        | Total  | Total | Femmes | Femmes | Hommes | Hommes |
| ------------------ | ------ | ----- | ------ | ------ | ------ | ------ |
| Unité              | Nombre | %     | Nombre | %      | Nombre | %      |
| Population         | 10 231 | 100   | 5 044  | 49,3   | 5 187  | 50,7   |
| Densité (hab./km²) | 27,5   | 27,5  | 13,6   | 13,6   | 13,9   | 13,9   |